# Matsuri Hino
Matsuri Hino (樋野まつり?) es una mangaka japonesa nacida en Sapporo, Hokkaidō, un 24 de enero.

## Biografía
Matsuri Hino público por primera vez el título, Yume ga Sametara ("Cuando éste sueño ha terminado"), el cual apareció en la revista japonesa Lala DX EN en 1995. Hino, se convirtió en mangaka solo nueve meses después de habérselo propuesto a sí misma. Fue cuando creó la serie Toraware no Minoue ("Corazón en cautividad") y MeruPuri ("Un príncipe de cuentos de hadas"), que se logró establecer en el mundo del manga shōjo. Al parecer, el manga de esta autora que ha tenido más éxito es su última creación, Vampire Knight ("Caballero Vampiro"), que aún es publicada en la revista Lala y ya tiene un anime, además estrenó una segunda temporada Vampire Knight Guilty ("Caballero Vampiro Culpable") y recientemente ( suriken to pleats ) en el 2014 con un total de 4 tomos de 11 capítulos el cual ya finalizó.

## Obras
- Toraware no Minoue (とらわれの身の上?  lit. Corazón en cautividad)
- Haru wa Sakura (春わ桜?   lit. Spring Brings Sakura Blossoms, La primavera trae flores de Sakura.)
- MeruPuri: Märchen Prince (めるぷり メルヘン☆プリンス?  lit. Un príncipe de cuentos de hadas)
- Wanted (|したかった  lit. Se busca)
- Vampire Knight (ヴァンパイア騎士 lit. Caballero vampiro'?)
- "shuriken to pleats" (手裏剣とプリーツ lit. "La estrella ninja y pliegues"?)